# Dassiefen
Die Ortschaft Dassiefen ist ein Ortsteil der Gemeinde Lindlar, Oberbergischen Kreis im Regierungsbezirk Köln in Nordrhein-Westfalen (Deutschland). Obwohl nur unwesentlich mehr als eine Ansammlung von Häusern, ist Dassiefen ein eigenständiger Ortsteil von Lindlar.

## Lage und Beschreibung
Dassiefen liegt östlich von Lindlar an der Grenze zur Stadt Gummersbach zwischen Scheel und Oberleppe oberhalb des Leppetal. Östlich von Dassiefen liegt der Mühlenberg mit 292 Metern Höhe.

## Geschichte
In Dassiefen wurde schon zu Beginn des 16. Jahrhunderts Eisenerz geschürft. 1526 wurde in der Lindlarer Kirchenrechnung die „berchlude uff dem dassyffen“ vermerkt. Im Leppetal verlief die damalige Landesgrenze, auf der bergischen Seite entstanden die Eibacherhammer und auf märkischer Seite die Müllershammer.
Aus der Charte des Herzogthums Berg des Carl Friedrich von Wiebeking von 1789 geht hervor, dass der Ortsbereich zu dieser Zeit Teil der Honschaft Scheel im Oberen Kirchspiel Lindlar im bergischen Amt Steinbach war.
Die Preußische Uraufnahme von 1840 zeigt den Wohnplatz unter dem Namen Dachsiefen. Ab der Preußischen Neuaufnahme von 1894/96 ist der Ort auf Messtischblättern regelmäßig als Dassiefen verzeichnet.
1822 lebten 16 Menschen im als Haus kategorisierten Ort, der nach dem Zusammenbruch der napoleonischen Administration und deren Ablösung zur Bürgermeisterei Lindlar im Kreis Wipperfürth gehörte. Für das Jahr 1830 werden für Dassiefen und Ufer zusammen 30 Einwohner angegeben. Der 1845 laut der Uebersicht des Regierungs-Bezirks Cöln als Hof kategorisierte Ort besaß zu dieser Zeit zwei Wohngebäude mit 17 Einwohnern, alle katholischen Bekenntnisses. Die Gemeinde- und Gutbezirksstatistik der Rheinprovinz führt Dassiefen 1871 mit drei Wohnhäusern und 20 Einwohnern auf.
Im Gemeindelexikon für die Provinz Rheinland von 1888 werden für Dassiefen vier Wohnhäuser mit 18 Einwohnern angegeben. 1895 besaß der Ort fünf Wohnhäuser mit 21 Einwohnern und gehörte konfessionell zum evangelischen Kirchspiel Hülsenbusch und zum katholischen Kirchspiel Frielingsdorf. 1905 wurden vier Wohnhäuser und 20 Einwohner angegeben.

## Sehenswürdigkeiten
- „Am steinernen Kreuz“: Etwa einen Kilometer von Dassiefen steht im Wald ein ehemaliges Grabkreuz aus dem Jahre 1678.

## Busverbindungen
Die nächsten Linienbushaltestellen sind Scheel  und Berghausen Abzw. im Leppetal.
Schulbushaltestelle Dassiefen:
- Z41b Dassiefen – Oberbrochhagen (Schulbuszubringer)